# Christian Pander
Christian Pander (n. 28 august 1983, Münster) este un jucător de fotbal german care evoluează la echipa Hannover 96, pe postul de lateral stânga.